# المسكزين
مسكزين هو إسم أكلة معجنات ألمانية مصنوعة من اللوز والبهارات والسكر والدقيق والبيض.
يتم إنتاجها في المقاهي بألمانيا طوال العام، وهي من الأكلات القديمة أيضًا في النمسا، حيث تم ذكرها لأول مرة عام 1790.